# James Sheppard
James Sheppard, född 25 april 1988, är en kanadensisk professionell ishockeyspelare som spelar för New York Rangers i National Hockey League (NHL). Han har tidigare spelat på NHL-nivå för Minnesota Wild och San Jose Sharks och på lägre nivåer för Worcester Sharks i American Hockey League (AHL) och Cape Breton Screaming Eagles i Ligue de hockey junior majeur du Québec (LHJMQ).
Sheppard draftades i första rundan i 2006 års draft av Minnesota Wild som nionde spelare totalt.
Den 1 mars 2015 skickade Sharks iväg Sheppard till Rangers i utbyte mot ett fjärde draftval i 2016 års draft.

## Statistik
| Källa: Uppdaterad: 2015-03-02 | Källa: Uppdaterad: 2015-03-02 | Källa: Uppdaterad: 2015-03-02 |                                               | Grundserie                                    | Grundserie                                    | Grundserie                                    | Grundserie                                    | Grundserie                                    |                                               | Slutspel                                      | Slutspel                                      | Slutspel                                      | Slutspel                                      | Slutspel |
| Säsong                        | Lag                           | Liga                          | Matcher                                       | Mål                                           | Assist                                        | Poäng                                         | Utv                                           | Matcher                                       | Mål                                           | Assist                                        | Poäng                                         | Utv                                           |                                               |          |
| ----------------------------- | ----------------------------- | ----------------------------- | --------------------------------------------- | --------------------------------------------- | --------------------------------------------- | --------------------------------------------- | --------------------------------------------- | --------------------------------------------- | --------------------------------------------- | --------------------------------------------- | --------------------------------------------- | --------------------------------------------- | --------------------------------------------- | -------- |
| 2003–2004                     | Dartmouth Subways             | NSMMHL                        | 61                                            | 38                                            | 54                                            | 92                                            | 46                                            | —                                             | —                                             | —                                             | —                                             | —                                             |                                               |          |
| 2004–2005                     | Cape Breton Screaming Eagles  | LHJMQ                         | 65                                            | 14                                            | 31                                            | 45                                            | 40                                            | 5                                             | 1                                             | 3                                             | 4                                             | 2                                             |                                               |          |
| 2005–2006                     | Cape Breton Screaming Eagles  | LHJMQ                         | 66                                            | 30                                            | 54                                            | 84                                            | 78                                            | 9                                             | 2                                             | 5                                             | 7                                             | 12                                            |                                               |          |
| 2006–2007                     | Cape Breton Screaming Eagles  | LHJMQ                         | 56                                            | 33                                            | 63                                            | 96                                            | 62                                            | 16                                            | 8                                             | 12                                            | 20                                            | 14                                            |                                               |          |
| 2007–2008                     | Minnesota Wild                | NHL                           | 78                                            | 4                                             | 15                                            | 19                                            | 29                                            | 6                                             | 0                                             | 1                                             | 1                                             | 4                                             |                                               |          |
| 2008–2009                     | Minnesota Wild                | NHL                           | 82                                            | 5                                             | 19                                            | 24                                            | 41                                            | —                                             | —                                             | —                                             | —                                             | —                                             |                                               |          |
| 2009–2010                     | Minnesota Wild                | NHL                           | 64                                            | 2                                             | 4                                             | 6                                             | 38                                            | —                                             | —                                             | —                                             | —                                             | —                                             |                                               |          |
| 2010–2011                     | Minnesota Wild                | NHL                           | Spelade ej på grund av en allvarlig knäskada. | Spelade ej på grund av en allvarlig knäskada. | Spelade ej på grund av en allvarlig knäskada. | Spelade ej på grund av en allvarlig knäskada. | Spelade ej på grund av en allvarlig knäskada. | Spelade ej på grund av en allvarlig knäskada. | Spelade ej på grund av en allvarlig knäskada. | Spelade ej på grund av en allvarlig knäskada. | Spelade ej på grund av en allvarlig knäskada. | Spelade ej på grund av en allvarlig knäskada. | Spelade ej på grund av en allvarlig knäskada. |          |
| 2011–2012                     | Worcester Sharks              | AHL                           | 4                                             | 0                                             | 0                                             | 0                                             | 2                                             | —                                             | —                                             | —                                             | —                                             | —                                             |                                               |          |
| 2012–2013                     | San Jose Sharks               | NHL                           | 32                                            | 1                                             | 3                                             | 4                                             | 12                                            | 11                                            | 0                                             | 0                                             | 0                                             | 4                                             |                                               |          |
|                               | Worcester Sharks              | AHL                           | 34                                            | 8                                             | 15                                            | 23                                            | 52                                            | —                                             | —                                             | —                                             | —                                             | —                                             |                                               |          |
| 2013–2014                     | San Jose Sharks               | NHL                           | 67                                            | 4                                             | 16                                            | 20                                            | 35                                            | 7                                             | 2                                             | 4                                             | 6                                             | 6                                             |                                               |          |
| 2014–2015                     | San Jose Sharks               | NHL                           | 56                                            | 5                                             | 11                                            | 16                                            | 28                                            | —                                             | —                                             | —                                             | —                                             | —                                             |                                               |          |
|                               | Worcester Sharks              | AHL                           | 2                                             | 0                                             | 1                                             | 1                                             | 0                                             | —                                             | —                                             | —                                             | —                                             | —                                             |                                               |          |
| NHL totalt                    | NHL totalt                    | NHL totalt                    | 379                                           | 21                                            | 68                                            | 89                                            | 183                                           | 24                                            | 2                                             | 5                                             | 7                                             | 14                                            |                                               |          |
| AHL totalt                    | AHL totalt                    | AHL totalt                    | 40                                            | 8                                             | 16                                            | 24                                            | 54                                            | —                                             | —                                             | —                                             | —                                             | —                                             |                                               |          |
| LHJMQ totalt                  | LHJMQ totalt                  | LHJMQ totalt                  | 187                                           | 77                                            | 148                                           | 225                                           | 180                                           | 30                                            | 11                                            | 20                                            | 31                                            | 28                                            |                                               |          |